# ITF Andrézieux-Bouthéon
Das ITF Andrézieux-Bouthéon (offiziell: Engie Open Andrézieux-Bouthéon 42, bis 2015 Open GDF Suez 42) ist ein Tennisturnier der ITF Women’s World Tennis Tour, das in Andrézieux-Bouthéon, Frankreich ausgetragen wird.

## Siegerliste

### Einzel
| Jahr                   | Siegerin              | Finalgegnerin         | Ergebnis       |
| ---------------------- | --------------------- | --------------------- | -------------- |
| ↓ Kategorie: $25.000 ↓ |                       |                       |                |
| 2011                   | Mona Barthel          | Stephanie Vogt        | 6:3, 3:6, 6:4  |
| 2012                   | Kristýna Plíšková     | Anna-Giulia Remondina | 6:2, 6:2       |
| 2013                   | Alison Van Uytvanck   | Ana Vrljić            | 6:1 6:4        |
| 2014                   | Timea Bacsinszky      | Ysaline Bonaventure   | 6:1, 6:1       |
| 2015                   | Margarita Gasparjan   | Elitsa Kostova        | 6:4 6:4        |
| ↓ Kategorie: $50.000 ↓ |                       |                       |                |
| 2016                   | Stefanie Vögele       | An-Sophie Mestach     | 6:1, 6:2       |
| ↓ Kategorie: $60.000 ↓ |                       |                       |                |
| 2017                   | Anett Kontaveit       | Ivana Jorović         | 6:4, 7:65      |
| 2018                   | Georgina García Pérez | Arantxa Rus           | 6:2, 6:0       |
| ↓ Kategorie: W60 ↓     |                       |                       |                |
| 2019                   | Rebecca Šramková      | Audrey Albie          | 6:2, 6:74, 6:2 |
| 2020                   | Ysaline Bonaventure   | Arantxa Rus           | 6:4, 7:63      |
| 2021                   | Harmony Tan           | Jaqueline Cristian    | 3:6, 6:2, 6:1  |
| 2022                   | Ana Bogdan            | Anna Blinkowa         | 7:5, 6:3       |
| 2023                   | Océane Dodin          | Audrey Albié          | 3:6, 6:2, 7:5  |
| ↓ Kategorie: W75 ↓     |                       |                       |                |
| 2024                   | Yuriko Miyazaki       | Jessika Ponchet       | 3:6, 6:4, 6:1  |
| 2025                   | Manon Léonard         | Elsa Jacquemot        | 1:6, 6:3, 6:4  |

### Doppel
| Jahr                   | Siegerinnen                                 | Finalgegnerinnen                       | Ergebnis           |
| ---------------------- | ------------------------------------------- | -------------------------------------- | ------------------ |
| ↓ Kategorie: $25.000 ↓ |                                             |                                        |                    |
| 2011                   | Darija Jurak Walerija Sawinych              | Kiki Bertens Richèl Hogenkamp          | 6:3, 7:60          |
| 2012                   | Karolína Plíšková Kristýna Plíšková         | Julie Coin Eva Hrdinová                | 6:4, 4:6, [10:5]   |
| 2013                   | Amra Sadiković Ana Vrljić                   | Margarita Gasparjan Olha Sawtschuk     | 5:7, 7:5, [10:4]   |
| 2014                   | Julija Bejhelsymer Kateryna Koslowa         | Timea Bacsinszky Kristina Barrois      | 6:3, 3:6, [10:8]   |
| 2015                   | Gioia Barbieri Jeļena Ostapenko             | Lesley Kerkhove Ana Vrljić             | 2:6, 7:64, [10:3]  |
| ↓ Kategorie: $50.000 ↓ |                                             |                                        |                    |
| 2016                   | Elise Mertens An-Sophie Mestach             | Viktorija Golubic Xenia Knoll          | 6:4, 3:6, [10:7]   |
| ↓ Kategorie: $60.000 ↓ |                                             |                                        |                    |
| 2017                   | Nicola Geuer Anna Zaja                      | Ana Bogdan Ioana Loredana Roșca        | 6:3, 2:2 Aufgabe   |
| 2018                   | Ysaline Bonaventure Bibiane Schoofs         | Camilla Rosatello Kimberley Zimmermann | 4:6, 7:5, [10:7]   |
| ↓ Kategorie: W60 ↓     |                                             |                                        |                    |
| 2019                   | Cornelia Lister Renata Voráčová             | Andreea Mitu Elena Gabriela Ruse       | 6:1, 6:2           |
| 2020                   | Jaqueline Cristian Elena-Gabriela Ruse      | Ekaterine Gorgodse Raluca Șerban       | 7:66, 6:74, [10:8] |
| 2021                   | Lu Jiajing You Xiaodi                       | Paula Kania-Choduń Katarina Sawazka    | 6:3, 6:4           |
| 2022                   | Estelle Cascino Jessika Ponchet             | Alicia Barnett Olivia Nicholls         | 6:4, 6:1           |
| 2023                   | Sofja Lansere Oxana Selechmetjewa           | Conny Perrin Iryna Schymanowitsch      | 6:3, 6:0           |
| ↓ Kategorie: W75 ↓     |                                             |                                        |                    |
| 2024                   | Alewtina Ibragimowa Jekaterina Owtscharenko | Emily Appleton Freya Christie          | 3:6, 6:3, [10:5]   |
| 2025                   | Ayla Aksu Julija Hatouka                    | Conny Perrin Lian Tran                 | 5:7, 6:4, [14:12]  |

## Quelle
- ITF-Homepage